# Kanton Le Catelet
Der Kanton Le Catelet war von 1790 bis 2015 ein französischer Wahlkreis im Arrondissement Saint-Quentin, im Département Aisne und in der Region Picardie; sein Hauptort war Le Catelet. Die landesweiten Änderungen in der Zusammensetzung der Kantone brachten im März 2015 seine Auflösung. 
Der Kanton Le Catelet war 139,26 km² groß und hatte 8537 Einwohner (Stand: 2012).

## Gemeinden
| Gemeinde            | Einwohner | Code postal | Code Insee |
| ------------------- | --------- | ----------- | ---------- |
| Aubencheul-aux-Bois | 272       | 2420        | 02030      |
| Beaurevoir          | 1.498     | 2110        | 02057      |
| Bellenglise         | 410       | 2420        | 02063      |
| Bellicourt          | 680       | 2420        | 02065      |
| Bony                | 124       | 2420        | 02100      |
| Le Catelet          | 218       | 2420        | 02143      |
| Estrées             | 446       | 2420        | 02291      |
| Gouy                | 649       | 2420        | 02352      |
| Hargicourt          | 559       | 2420        | 02370      |
| Lehaucourt          | 832       | 2420        | 02374      |
| Joncourt            | 324       | 2420        | 02392      |
| Lempire             | 107       | 2420        | 02417      |
| Levergies           | 577       | 2420        | 02426      |
| Magny-la-Fosse      | 141       | 2420        | 02451      |
| Nauroy              | 681       | 2420        | 02539      |
| Sequehart           | 217       | 2420        | 02708      |
| Vendhuile           | 476       | 2420        | 02776      |
| Villeret            | 311       | 2420        | 02808      |

## Einwohner
| Bevölkerungsentwicklung | Bevölkerungsentwicklung |
| Jahr                    | Einwohner               |
| ----------------------- | ----------------------- |
| 1962                    | 7384                    |
| 1968                    | 8097                    |
| 1975                    | 8318                    |
| 1982                    | 8389                    |
| 1990                    | 8458                    |
| 1999                    | 8530                    |
| 2006                    | 8404                    |
| 2011                    | 8563                    |

## Politik
| Vertreter im conseil général des Départements | Vertreter im conseil général des Départements | Vertreter im conseil général des Départements |
| Amtszeit                                      | Name                                          | Partei                                        |
| --------------------------------------------- | --------------------------------------------- | --------------------------------------------- |
| 2001–2015                                     | Raymond Froment                               | PCF                                           |